# Eric Red
Eric Red, nom de scène d'Eric Joseph Durdaller, est un réalisateur scénariste et auteur américain, né le 16 février 1961 à Pittsburgh (Pennsylvanie). 

## Filmographie

### Cinéma
Réalisateur
- 1981 : Gunmen's Blues (en)
- 1988 : Cohen and Tate (en)
- 1991 : Body Parts
- 1996 : Bad Moon
- 2008 : Périmètre mortel
- 2015 : Night of the Wild

Scénariste
- 1981 : Gunmen's Blues (en)
- 1986 : Hitcher
- 1987 : Aux frontières de l'aube
- 1988 : Cohen and Tate (en)
- 1990 : Blue Steel
- 1991 : Body Parts
- 1996 : Bad Moon
- 2007 : Hitcher
- 2008 : Périmètre mortel (100 Feet)
- 2015: Night of the wild (Téléfilm)

Producteur
- 1987 : Aux frontières de l'aube (coproducteur)

Montage
- 1981 : Gunmen's Blues (en)

### Télévision
Scénariste
- 1994 : The Last Outlaw (en)

Producteur
- 1994 : The Last Outlaw (en)

Assistant réalisateur
- 1994 : The Last Outlaw (en)

## Distinctions
Nominations
- Saturn Award :
  - Nommé au Saturn Award de la meilleure réalisation 1992 (Body Parts)
- Festival international du film de Catalogne :
  - Nommé au Meilleur film 1988 (Cohen and Tate (en))